# MAS 45
 (octobre 2010).
Si vous disposez d'ouvrages ou d'articles de référence ou si vous connaissez des sites web de qualité traitant du thème abordé ici, merci de compléter l'article en donnant les références utiles à sa vérifiabilité et en les liant à la section « Notes et références ».
La MAS 45 est une carabine d'instruction au tir militaire chambrée pour la munition de 22 Long Rifle (5,5 mm). 

## Description
La MAS 45 utilise un chargeur amovible à 5 cartouches et est équipée d'un guidon à lame installé sur une rampe et d'un œilleton de visée réglable en direction monté sur une hausse graduée de 30 à 150 mètres offrant une excellente précision à la distance de 50 mètres habituellement pratiquée pour les entrainements. La crosse, généralement en hêtre et non quadrillée, est à fût court et poignée demi-pistolet, avec plaque de couche métallique reprenant le sigle " MAS ". Le canon massif de section circulaire fait 61 centimètres de long et comporte quatre rayures à droite. La culasse mobile à verrou cylindrique reçoit une sûreté arrière de type " drapeau " rappelant sa filiation.  La longueur totale de la carabine est de 1,08 mètre et son poids de 3,5 kg, (la carabine Mauser 45 dont est issue la MAS 45 mesure 112 cm pour un poids de 3,6 kg, ceci étant dû à un canon de 66 cm).

## Histoire
À l'origine fabriquée en Allemagne sous l'appellation Mauser 45, c'est une tentative tardive de l'industrie allemande de standardiser une carabine d'entraînement unique, alors que près d'une douzaine de modèles différents tant mono-coup qu'utilisant des chargeurs sont employés depuis 1934. Son petit calibre peu dispendieux aurait dû permettre un entraînement à moindre coût des jeunes recrues de toutes les organisations militaires et paramilitaires du 3e Reich. La firme Mauser fut choisie par le DWM pour développer cette carabine d'entrainement du fait de sa grande expérience en matière d'armes de tir sportif de petit calibre ayant fait la renommée de la marque entre les deux conflits mondiaux.
À l'issue de la Seconde Guerre mondiale, avec l'occupation de l'usine Mauser à Oberndorf en avril 1945, la France prendra à l'Allemagne son stock de Mauser 45 ainsi que ses pièces de rechange et les machines et outillages permettant de fabriquer cette arme. Une fois rapatriés à la Manufacture d'armes de Saint-Étienne (MAS), ces outillages permettront de refabriquer cette arme sous l'appellation MAS 45.
Cette carabine robuste et simple d'utilisation était employée dans certains régiments et centres d'instruction et de préparation militaire (CIPM) jusque dans les années 2000 où leur dissolution marque la disparition de ces armes d'entraînement des arsenaux de l'Armée française. De grandes quantités déclarées surplus seront vendues sur le secteur civil par le Service des Domaines dès les années 1980. De nombreux exemplaires seront aussi expédiés aux USA, au cours des années 1990 principalement, aux côtés des MAS 36 et MAS 49-56 entre autres.  
Elle est l'objet d'un regain d'intérêt depuis 2006 avec l'apparition du « tir aux armes réglementaires » (TAR) au sein de la Fédération française de tir, où la discipline 820 (carabines d'entraînement militaire 22 LR) lui offre une seconde jeunesse et permet à de nombreux amateurs de figurer sur les podiums en l'utilisant. 
Depuis 2022, la société française PGM PRÉCISION propose un châssis spécifique pour la carabine MAS 45, développé en partenariat avec la STAT (Section technique de l’Armée de Terre).
« Un outil d’instruction au tir militaire efficace et économique en calibre 22 LR pour les TELD de l’Infanterie française qui servent nos fusils HECATE 2 en calibre 12.7×99.
Mais aussi un chassis disponible pour les tireurs sportifs qui souhaitent optimiser leur carabine MAS 45 d’origine » 
Sa valeur sur le marché de l'occasion ne cesse donc de croître pour ces raisons